# 7548 Engström
7548 Engström este un asteroid din centura principală de asteroizi.

## Descriere
7548 Engström este un asteroid din centura principală de asteroizi. A fost descoperit pe 16 martie 1980 la Observatorul La Silla de Claes-Ingvar Lagerkvist. El prezintă o orbită caracterizată de o semiaxă mare de 3,15 ua, o excentricitate de 0,16 și o înclinație de 0,3° în raport cu ecliptica.